# Kommandantur (Hanau)

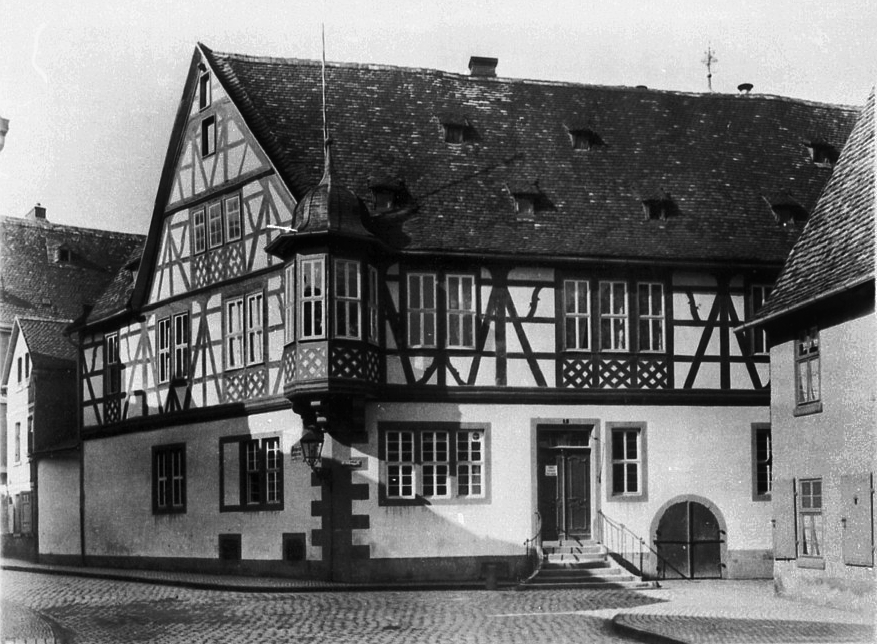
Ehemaliges Kommandanturgebäude am Schlossplatz.

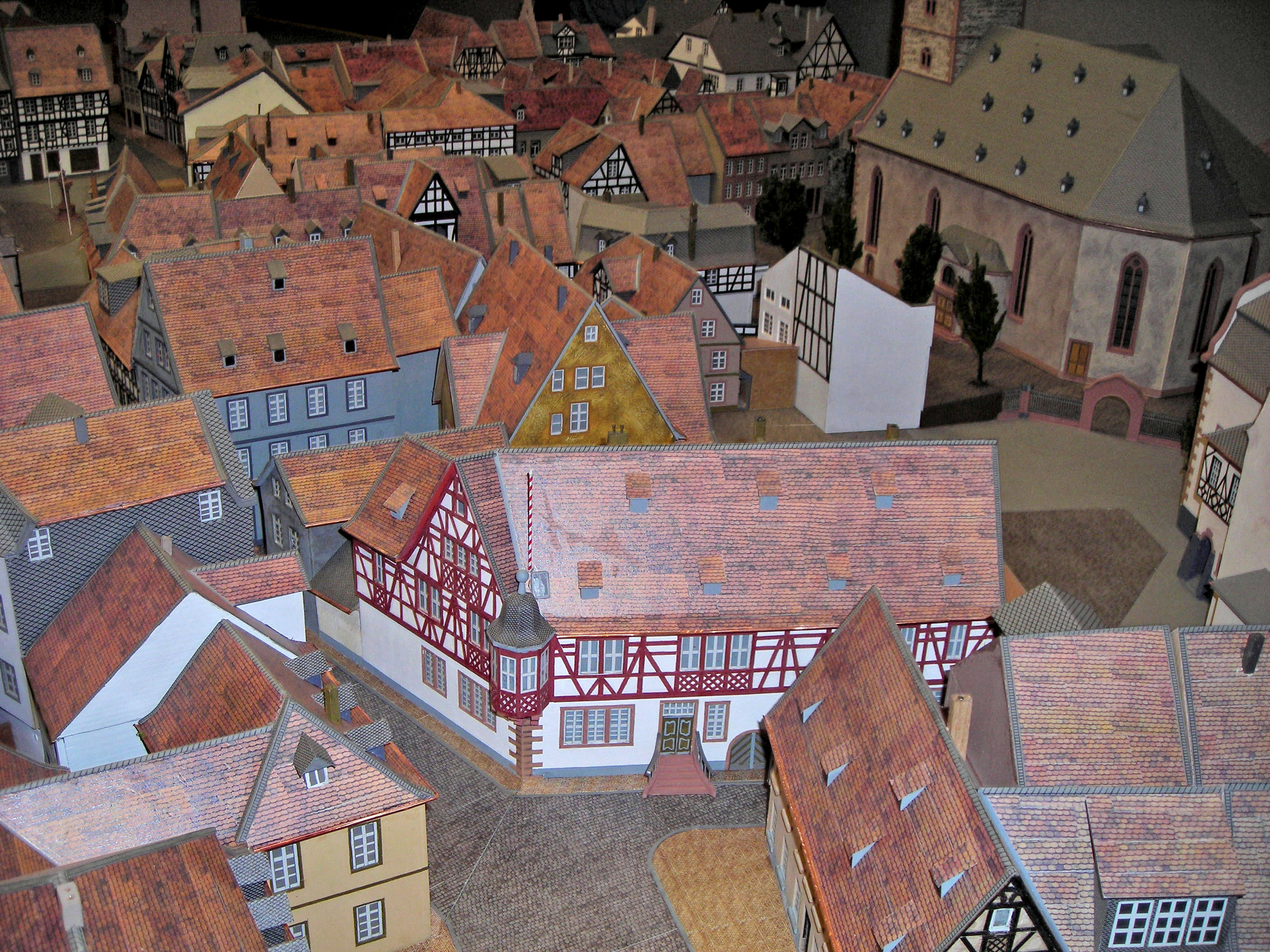
Die Kommandantur im Altstadtmodell von Günther Jacob.

Die Kommandantur in Hanau war ein historisches Gebäude am Schlossplatz gegenüber dem Hanauer Stadtschloss. Das Gebäude wurde im Zweiten Weltkrieg zerstört, die Reste später abgetragen.

## Gebäude
In schriftlichen Quellen wird das Gebäude meist als „die Kommandantur“ oder „des Gouverneurs Behausung“ genannt. Die Adresse lautete Erbsengasse 1, früher auch Schloßgasse 9 (heute Ecke Graf-Philipp-Ludwig-Straße/Schlossplatz). Das zweistöckige Eckgebäude mit Fachwerkobergeschoss und markantem Erker verfügte über einen kleinen Hof, Stallung, Nebengebäude und Garten. Aufgrund der Architektur und der zentralen Lage am Stadtschloss zählte es zu beliebten Postkartenmotiven in Hanau.
Im Keller des Hauptgebäudes befand sich ein Brunnen, von dem ein Foto aus dem Jahr 1942 überliefert ist. Auf einer Aufnahme von 1954 ist dieser Brunnen noch inmitten von Trümmerschutt erkennbar. Im Eckgebäude Erbsengasse/Münzgasse wurden zwei Spolien aus dem Gebäude vermauert.

## Geschichte
Zwei Inschriften innen und außen am Gebäude legen eine Erbauungszeit zwischen 1557 (innen) und 1570 nahe. 1750 befand sich dieses Gebäude hälftig in herrschaftlichem Besitz, zur anderen Hälfte gehörte es dem Geheimrat von Edelsheim. 1773 wurde der Steuerwert auf 3.500 fl. festgelegt. Die Kommandantur war zu dieser Zeit wieder gänzlich im landgräflichen Besitz und diente meist als Wohnung des jeweiligen Stadt- und Festungskommandanten, als Sitz des Kriegs-Kommissariats oder des Kriegs-Gouvernements.
In der napoleonischen Zeit wurde das Gebäude zusammen mit dem Schloss Philippsruhe als Dotation der Prinzessin Pauline Borghese, der zweiten Schwester von Napoleon Bonaparte übergeben. Anschließend ging es an den kurhessischen Staat und wurde wieder als Wohnung des Stadtkommandanten genutzt. 1870 fiel es an den preußischen Militär-Fiskus (Garnisonsverwaltung), der es in ähnlichem Rahmen verwendete. Allerdings wurden seit dieser Zeit auch Wohnungen vermietet, bis zu einem Höchststand von vier Mietparteien im Jahr 1938.
Zuletzt befand sich in dem Gebäude seit 1930 die Staatliche Forst- und Kreiskasse. Die Kommandantur wurde bei dem Luftangriff auf Hanau am 19. März 1945 völlig zerstört und nicht wieder aufgebaut. An ihrer Stelle errichtete man einfache Schulgebäude, die teilweise von der Schlossplatzschule und der Kaufmännischen Schule genutzt wurden.